# گاوآهن

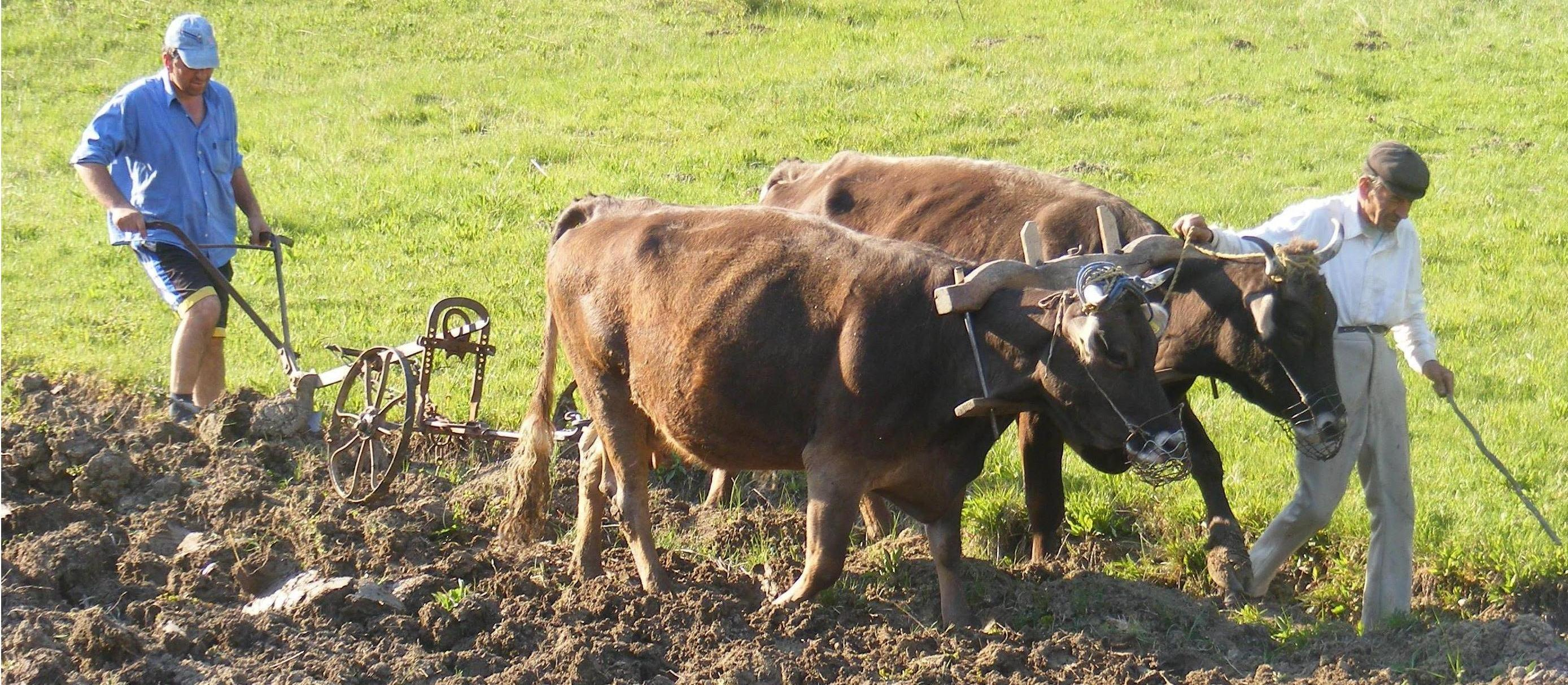
کشاورزان رومانیایی که با گاوآهن کار می‌کنند

گاوآهن یا خیش ابزاری در کشاورزی برای کندن، زیر و رو کردن و شخم زدن زمین است که دارای تیغه یا تیغه‌های فولادی سنگین که به وسیلهٔ چهارپا به ویژه گاو بر روی زمین کشیده می‌شود. این ابزار دارای نوکی تیز و برگشته به درون است و سر آن را به گردن گاو یا به تراکتور می‌بندند و با آن زمین را شخم می‌زنند.
گاوآهن از مهم‌ترین ابزارهای خاک‌ورزی اولیه است که انواع مختلفی دارد. برخی از انواع مختلف آن عبارت‌اند از:
1. گاوآهن برگردان‌دار
2. گاوآهن بشقابی
3. گاوآهن چیزل
4. گاوآهن دوار
5. گاوآهن زیرشکن
6. گاوآهن اسکنه

گاوآهن‌ها برای شخم اولیهٔ زمین‌های کشاورزی مورد استفاده قرار می‌گیرند. این کار از طریق بریدن و برگرداندن لایهٔ سطحی خاک به عمق معمولاً ۱۰ تا ۴۰ سانتی‌متر صورت می‌گیرد. هدف از شخم اولیه برآورده کردن نیازهای اولیه برای رشد گیاهان کشاورزی است. انتهای گاوآهن بایستی توسط کشاورز در زمین فرورود.

## گاوآهن اسکنه
این نوع گاوآهن در جذب رطوبت و جلوگیری از فرسایش خاک در مناطق خشک و نیمه خشک کاربرد دارد. در روش شخم زدن با گاوآهن اسکنه‌ای تا عمق ۴۰ سانتی‌متری خاک شخم زده می‌شود که برای رشد گیاهان کفایت می‌کند.